# Alchemilla pampaniniana
Alchemilla pampaniniana é uma espécie de rosácea do gênero Alchemilla, pertencente à família Rosaceae.